# Dahlonega Consolidated Gold Mine
Die Dahlonega Consolidated Gold Mine ist seit 1991 das größte und bekannteste Schaubergwerk im Lumpkin County im amerikanischen Bundesstaat Georgia. Die Mine befindet sich östlich der Stadt Dahlonega am Yahoola Creek. Gold wurde unter Tage in dem Zeitraum von 1897 bis 1906 gefördert.
1980 wurde die Mine als Historic District in das National Register of Historic Places der USA aufgenommen.

## Geschichte des Goldrauschs in Georgia

### 1829–1840
Um die zeitlich datierte Entdeckung der ersten Goldfunde in Georgia ranken sich viele Legenden. Erst der Zeitungsbericht über zwei Goldminen im Habersham County am 1. August 1829 im Georgia Journal bestätigte zuverlässig die Goldvorkommen in dieser Region. Das leicht zu gewinnende Seifengold löste damit den ersten Goldrausch in Georgia aus. Tausende Bergleute, Goldsucher und Siedler drangen bis in den Norden von Georgia in die Gegend um Dahlonega vor, um Gold illegal durch einfaches Goldwaschen in dem Land der Cherokee-Indianer zu gewinnen.
1838/39 fand die gewaltsame Vertreibung der Indianer statt, die auf dem „Pfad der Tränen“ zwangsweise nach Oklahoma umgesiedelt wurden. Der Goldrausch befand sich zu diesem Zeitpunkt auf seinem ersten Höhepunkt. Als Anerkennung der Bergbautätigkeiten eröffnete 1838 die Münzstätte in Dahlonega eine Zweigstelle, die bis zum Ausbruch des Bürgerkriegs 1861 ihren Sitz behielt aber anschließend in Folge der Kriegsunruhen für immer geschlossen wurde. Das ehemalige Bankgebäude, das 1878 teilweise einem Brand zum Opfer fiel, beherbergt seit 1891 das North Georgia Agricultural College, aus dem das North Georgia College und später die University of North Georgia hervorgingen.
Um 1840 war die große Blüte des Goldrausches beendet. Die leicht zu erschließenden sekundären Seifengoldlagerstätten waren erschöpft, und die Bergbauarbeiter wanderten zur Goldgewinnung nach Kalifornien und Colorado ab.
In der Mitte des 19. Jahrhunderts konnte Gold durch den Einsatz neuer hydraulischer Druckverfahren gewonnen werden. Hierbei wurde Wasser unter starkem Druck eingesetzt, um goldhaltiges Material von den Berghängen oder aus tiefer gelegenen Erdschichten zu spülen um es später weiter anzureichern. Dieses Verfahren setzte den Bau von Kanälen, Pipelines sowie weiterer Infrastruktur voraus.

### 1870–1906
Ab 1870 expandierten die Städte sehr stark, was zur Folge hatte, dass auch im Bergbau massiv investiert wurde. Mit dem Bau von Stollen und Schächten wurde die Gewinnung von Gold aus den Quarzadern vorangetrieben.
Insbesondere erlebte die Gegend um Dahlonega nach dem Bürgerkrieg, von 1899–1906, einen zweiten großen Goldrausch.
Die Stadt bot neben einem günstigen Klima, Treibstoff, Wasserkraft und die Nähe zu Eisenbahnschienen, Telegraphen und Telefonleitung auch billige Arbeitskräfte, die den Einsatz neuer chemischer Methoden zur Anreicherung von Gold ermöglichten.
1900 existierten in einem Radius von ungefähr 3 km 100 aktive Goldminen.

### Das Ende der Goldförderung
Der Bergbau blieb bis 1930 jedoch weitgehend unrentabel. Mit dem Eintritt der Vereinigten Staaten in den Zweiten Weltkrieg wurde die Bergbauindustrie durch den Abzug der Arbeitskräfte und durch fehlendes Dynamit zunehmend geschwächt. Die Crisson Gold Mine förderte Gold bis 1982.

### Goldtourismus
Heute bildet der Goldtourismus für die Stadt einen wichtigen Wirtschaftsfaktor. 1970 wurde die Crisson Gold Mine als Besucherbergwerk für Rundgänge geöffnet. Das 1836 gebaute Lumpkin County Courthouse beherbergt das heutige Goldmuseum der Stadt. Seit 1991 ist das obere Bergwerk der Consolidated Mine für touristische Führungen ganzjährig als Schaubergwerk zugängig.

## Die Dahlonega Consolidated Gold Mine

### Geographische Lage
Die Dahlonega Consolidated Gold Mine lag ca. 1,6 km nordwestlich von der Stadt Dahlonega auf der südwestlichen Seite des Yahoola Creek Tales. Das Minenareal, das ursprünglich nur 0,36 km² umfasste, verteilte sich größtenteils auf hügeliges Land mit einigen flachen Bereichen. Auf der Bergseite der Mine liefen die Quarzadern zusammen und bildeten eine 6,7 m dicke goldhaltige Quarzschicht, die bis dahin eine der größten Adersysteme der Welt bildete. In einem Winkel von 45 Grad bog diese Ader in den Untergrund unter den Grundwasserspiegel ab. Dieser Hauptschacht, der nach dem Abbau der Quarzader entstanden ist, bildete den zentralen Korridor mit dem Glory Hole, von dem seitliche Tunnel abzweigen.

### Gründung der Dahlonega Consolidated Gold Mining Company
Die Dahlonega Consolidated Gold Mining Company, die im Jahre 1895 gegründet worden war, besaß nach dem Kauf von 10 weiteren Goldbergwerken insgesamt 28 000 km² Land in Lumpkin County und Umgebung. Zu dieser erweiterten Bergbauanlage gehörten: die Hand Mine (20 Pochwerke), die Yahoola Mine (20 Pochwerke), die Findley Mine (40 Pochwerke), die Lawrence Mine (10 Pochwerke), die Upper Cane Creek Mine, die Lower Cane Creek Mine, die Barlow Mine (40 Pochwerke), die Ralston Mine (10 Pochwerke), die Gordon Mine und die Ward Creek Mine. Des Weiteren besaß die Bergbaugesellschaft den Etowah Kanal und den Hand Kanal zur Führung von Prozesswasser, zusammenhängende Liegenschaften und auf dem Hauptgelände eine Gerberei.
Im Frühjahr 1899 wurde mit dem Bau der größten Stampfmühlenanlage mit 120 Pochwerken und der modernsten chemischen Aufbereitungsanlage, einer Chlorierungsanlage, begonnen. Somit konnte die Verarbeitung von Erzen mit geringem Goldgehalt gewinnbringend abgebaut werden. Ein Jahr später, am 1. Mai 1900, wurde die Consolidated Gold Mine in Betrieb genommen. 1901 war dieses Bergwerk mit Laboranlagen, Werkstätten und einem Verwaltungsgebäude eine der bestausgestatteten Anlagen der Region. Zusätzlich gehörten noch einige private und öffentliche Gebäude in der Stadt, die alle elektrifiziert waren, zur Bergbaugesellschaft.
Obwohl die Consolidated Gold Mine zu Beginn erfolgreich gewirtschaftet hatte und deutliche Gewinne erzielt worden waren, überstiegen vermutlich die Investitionskosten die tatsächlichen Einnahmen. Fehlerhafte Buchführung und sinkende Goldpreise hatten zur Folge, dass das Unternehmen bereits 1906 schließen musste.

### Stilllegung
Die Immobilie wurde verkauft. Die Stampfmühlen und die Chlorierungsanlage wurden demontiert und wechselten zusammen mit der Maschinenhalle den Besitzer. Die gesamte Goldlagerstätte lag nun einige Jahre still. Am nordöstlichen Ende der Anlage existieren heute noch zwei Tunnelöffnungen, die teilweise bewachsen sind. Die unterirdischen Schächte sind zum größten Teil zusammengebrochen und mit Schutt gefüllt.

### Besucherbergwerk
Seit 1991 fungiert die Mine als Schaubergwerk. In 200 m Tiefe können die Besucher bei einem Rundgang das berühmte Glory Hole besichtigen, selber Gold schürfen und wichtige Informationen über die technische Entwicklung des Goldbergbaus erfahren.